# Voračice
Voračice jsou hospodářský dvůr, část obce Vojkov v okrese Benešov. Nachází se asi 2,5 km na severovýchod od Vojkova.
Prochází tudy železniční trať Olbramovice - Sedlčany a silnice I/18. V roce 2009 zde byly evidovány čtyři adresy. Voračice leží v katastrálním území Bezmíř o výměře 8,96 km².

## Historie
První písemná zmínka o vesnici pochází z roku 1381. Dvůr je spojen se starým šlechtickým rodem Voračických z Paběnic.

## Galerie

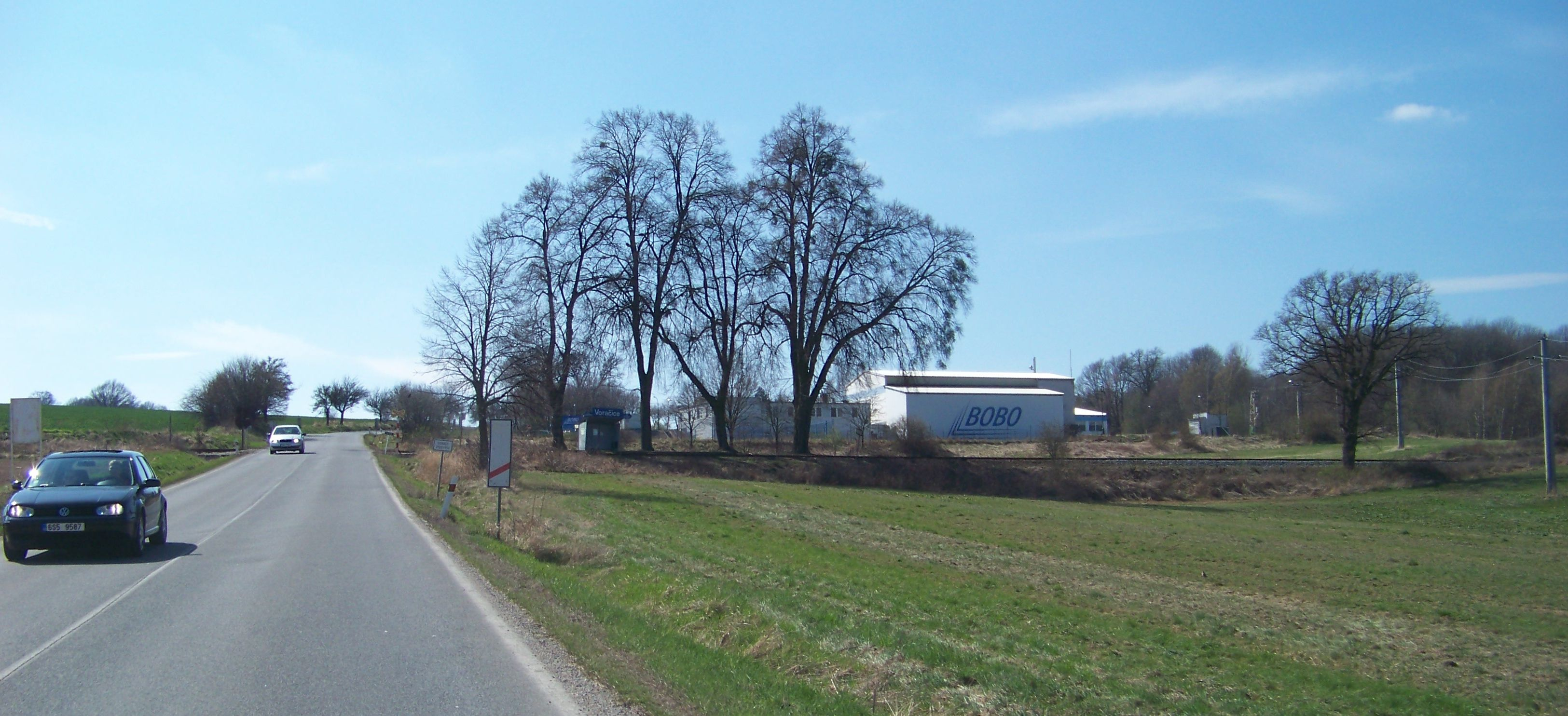
Silnice I/18, železniční přejezd a zastávka
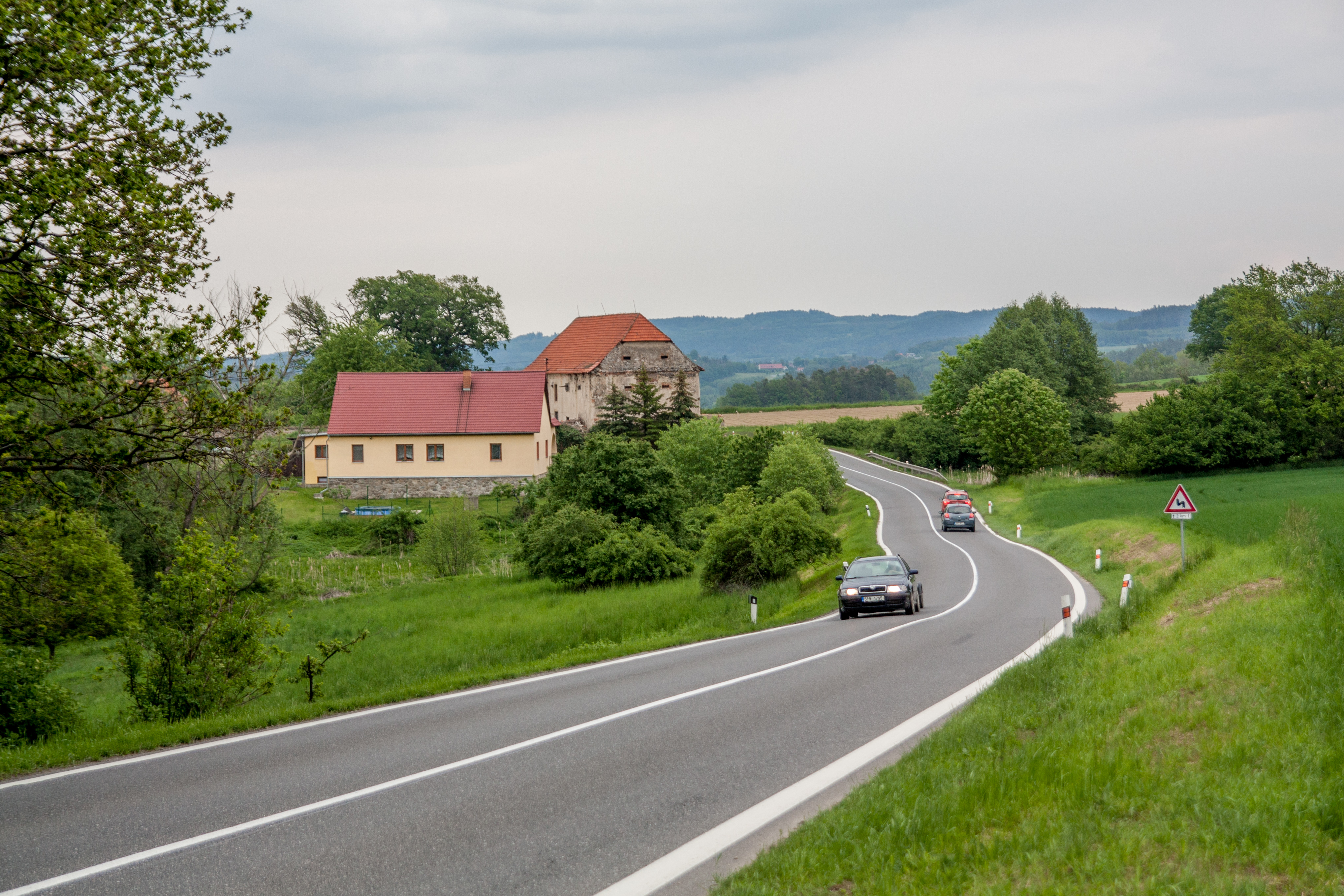
Pohled na osadu (2019)
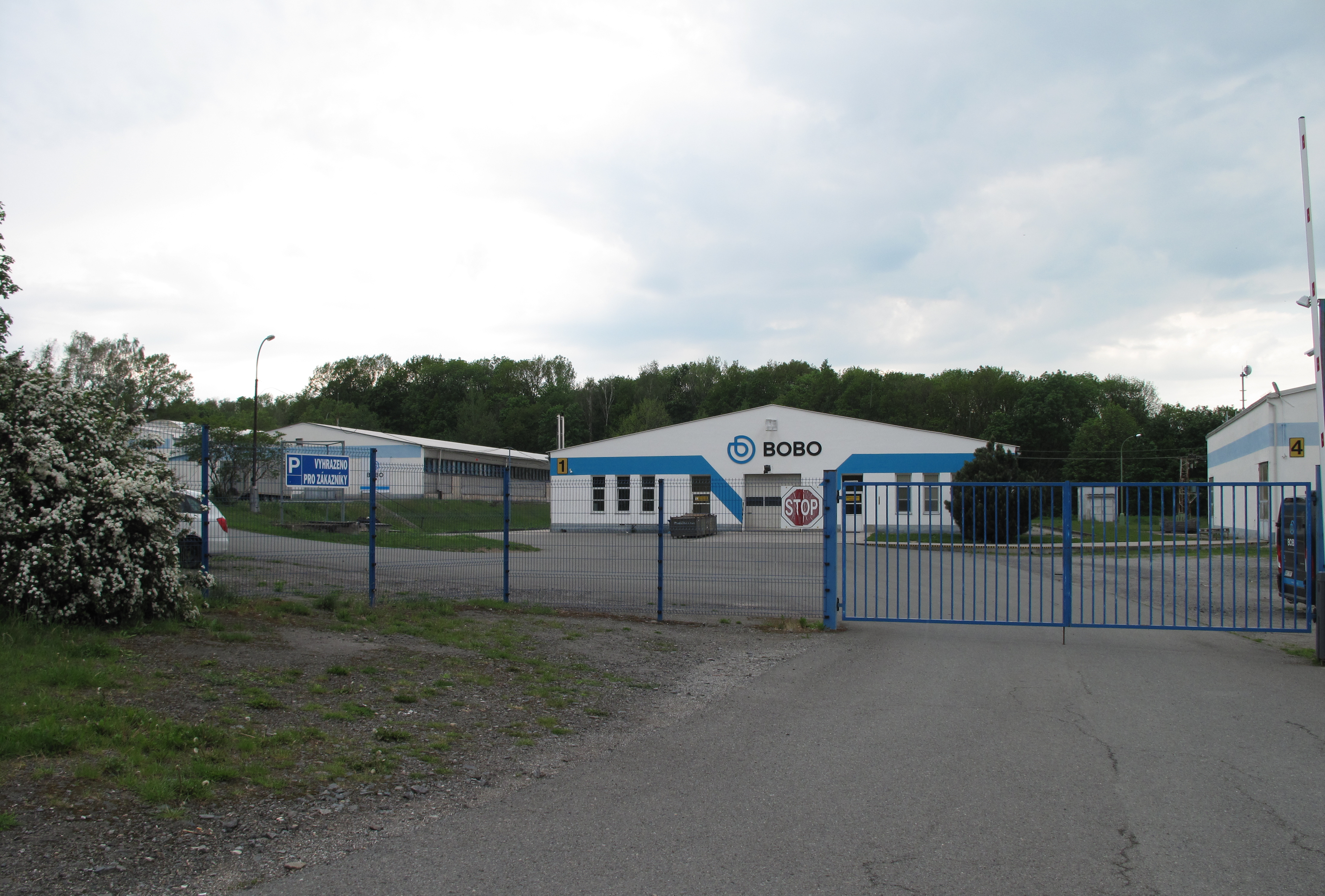
Výrobna (2019)
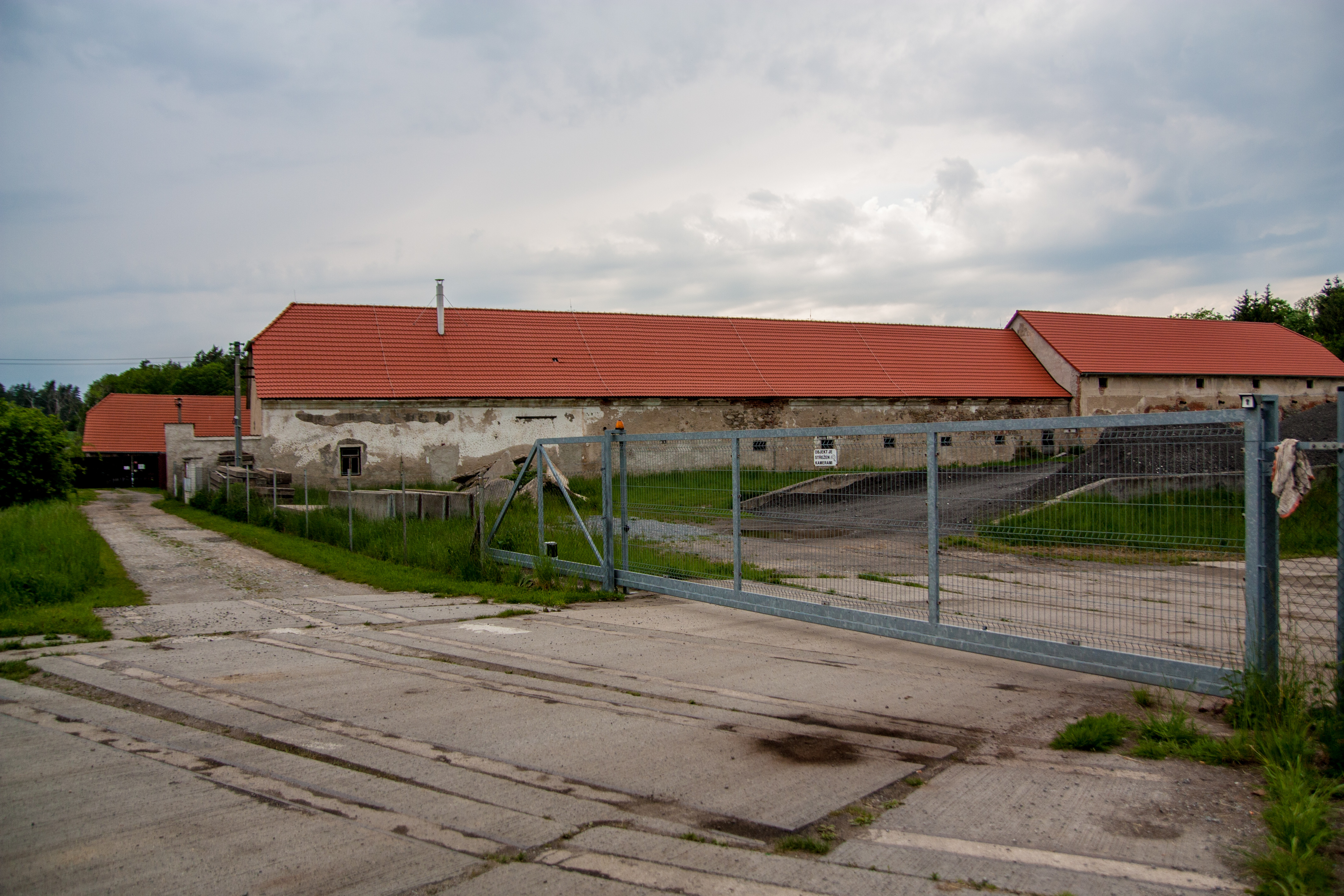
Dvůr (2019)
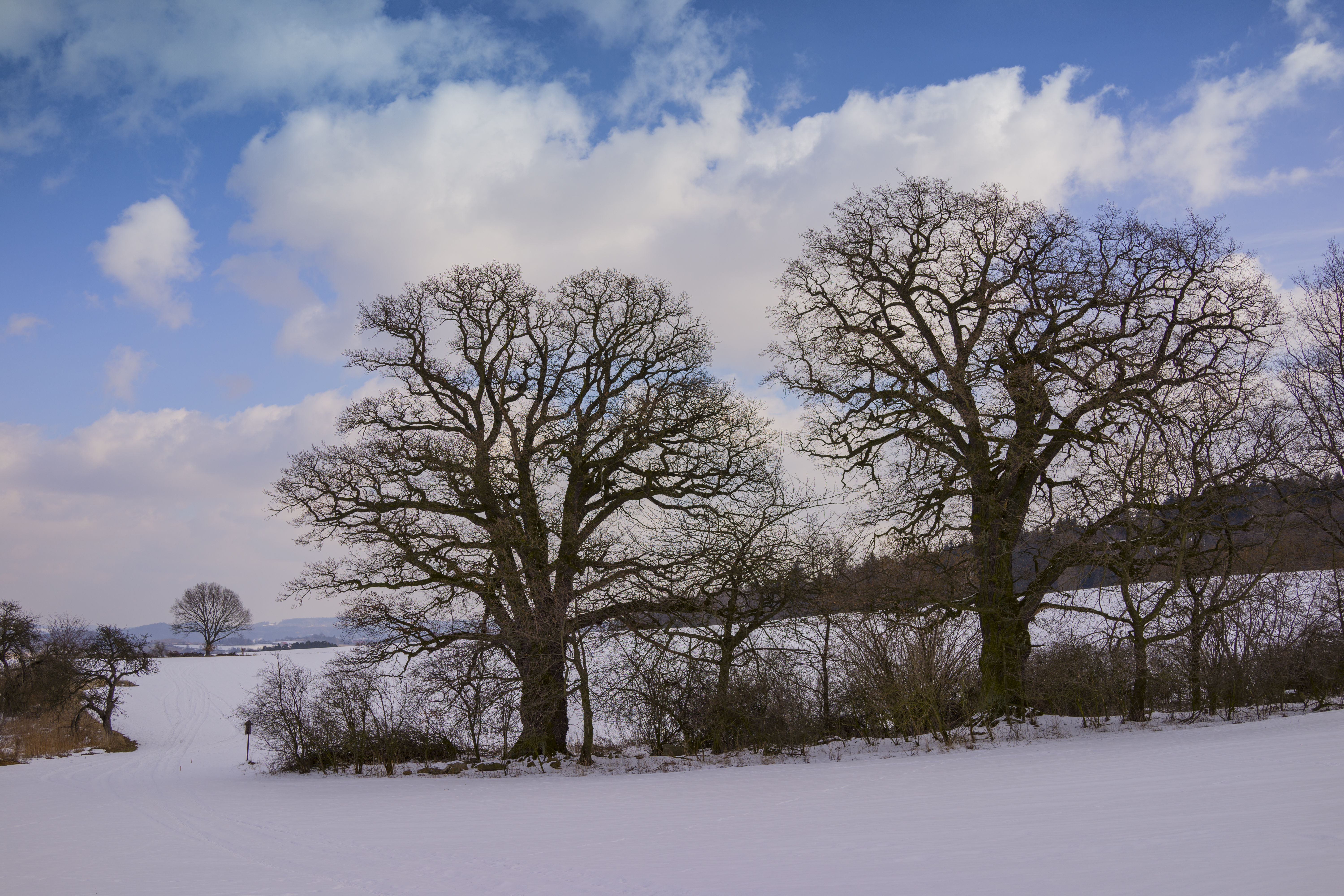
Voračické duby (2018)